# Grand Prix Číny 2011
Grand Prix Číny 2011 (VIII Sinopec Chinese Grand Prix), 3. závod 62. ročníku mistrovství světa jezdců Formule 1 a 53. ročníku poháru konstruktérů, historicky již 843. grand prix, se již tradičně odehrála na okruhu v Šanghaji.

## Výsledky

### Kvalifikace
| Pořadí              | Číslo | Jezdec             | Tým                  | 1. část  | 2. část  | 3. část  | Start |
| ------------------- | ----- | ------------------ | -------------------- | -------- | -------- | -------- | ----- |
| 1                   | 1     | Sebastian Vettel   | Red Bull-Renault     | 1:35.674 | 1:34.776 | 1:33.706 | 1     |
| 2                   | 4     | Jenson Button      | McLaren-Mercedes     | 1:35.924 | 1:34.662 | 1:34.421 | 2     |
| 3                   | 3     | Lewis Hamilton     | McLaren-Mercedes     | 1:36.091 | 1:34.486 | 1:34.463 | 3     |
| 4                   | 8     | Nico Rosberg       | Mercedes             | 1:35.272 | 1:35.850 | 1:34.670 | 4     |
| 5                   | 5     | Fernando Alonso    | Ferrari              | 1:35.389 | 1:35.165 | 1:35.119 | 5     |
| 6                   | 6     | Felipe Massa       | Ferrari              | 1:35.478 | 1:35.437 | 1:35.145 | 6     |
| 7                   | 19    | Jaime Alguersuari  | Toro Rosso-Ferrari   | 1:36.133 | 1:35.563 | 1:36.158 | 7     |
| 8                   | 15    | Paul di Resta      | Force India-Mercedes | 1:35.702 | 1:35.858 | 1:36.190 | 8     |
| 9                   | 18    | Sébastien Buemi    | Toro Rosso-Ferrari   | 1:36.110 | 1:35.500 | 1:36.203 | 9     |
| 10                  | 10    | Vitalij Petrov     | Renault              | 1:35.370 | 1:35.149 | bez času | 10    |
| 11                  | 14    | Adrian Sutil       | Force India-Mercedes | 1:36.092 | 1:35.874 |          | 11    |
| 12                  | 17    | Sergio Pérez       | Sauber-Ferrari       | 1:36.046 | 1:36.053 |          | 12    |
| 13                  | 16    | Kamui Kobajaši     | Sauber-Ferrari       | 1:36.147 | 1:36.236 |          | 13    |
| 14                  | 7     | Michael Schumacher | Mercedes             | 1:35.508 | 1:36.457 |          | 14    |
| 15                  | 11    | Rubens Barrichello | Williams-Cosworth    | 1:35.911 | 1:36.465 |          | 15    |
| 16                  | 9     | Nick Heidfeld      | Renault              | 1:35.910 | 1:36.611 |          | 16    |
| 17                  | 12    | Pastor Maldonado   | Williams-Cosworth    | 1:36.121 | 1:36.956 |          | 17    |
| 18                  | 2     | Mark Webber        | Red Bull-Renault     | 1:36.468 |          |          | 18    |
| 19                  | 20    | Heikki Kovalainen  | Lotus-Renault        | 1:37.894 |          |          | 19    |
| 20                  | 21    | Jarno Trulli       | Lotus-Renault        | 1:38.318 |          |          | 20    |
| 21                  | 25    | Jérôme d'Ambrosio  | Virgin-Cosworth      | 1:39.119 |          |          | 21    |
| 22                  | 24    | Timo Glock         | Virgin-Cosworth      | 1:39.708 |          |          | 22    |
| 23                  | 23    | Vitantonio Liuzzi  | HRT-Cosworth         | 1:40.212 |          |          | 23    |
| 24                  | 22    | Narain Karthikeyan | HRT-Cosworth         | 1:40.445 |          |          | 24    |
| 107% time: 1:41.941 |       |                    |                      |          |          |          |       |

### Závod
| Pořadí | Číslo | Jezdec             | Tým                  | Kola | Čas/odstoupení | Start | Body |
| ------ | ----- | ------------------ | -------------------- | ---- | -------------- | ----- | ---- |
| 1      | 3     | Lewis Hamilton     | McLaren-Mercedes     | 56   | 1:36:58.226    | 3     | 25   |
| 2      | 1     | Sebastian Vettel   | Red Bull-Renault     | 56   | +5.198         | 1     | 18   |
| 3      | 2     | Mark Webber        | Red Bull-Renault     | 56   | +7.555         | 18    | 15   |
| 4      | 4     | Jenson Button      | McLaren-Mercedes     | 56   | +10.000        | 2     | 12   |
| 5      | 8     | Nico Rosberg       | Mercedes             | 56   | +13.448        | 4     | 10   |
| 6      | 6     | Felipe Massa       | Ferrari              | 56   | +15.840        | 6     | 8    |
| 7      | 5     | Fernando Alonso    | Ferrari              | 56   | +30.622        | 5     | 6    |
| 8      | 7     | Michael Schumacher | Mercedes             | 56   | +31.026        | 14    | 4    |
| 9      | 10    | Vitalij Petrov     | Renault              | 56   | +57.404        | 10    | 2    |
| 10     | 16    | Kamui Kobajaši     | Sauber-Ferrari       | 56   | +1:03.273      | 13    | 1    |
| 11     | 15    | Paul di Resta      | Force India-Mercedes | 56   | +1:08.757      | 8     |      |
| 12     | 9     | Nick Heidfeld      | Renault              | 56   | +1:12.739      | 16    |      |
| 13     | 11    | Rubens Barrichello | Williams-Cosworth    | 56   | +1:30.189      | 15    |      |
| 14     | 18    | Sébastien Buemi    | Toro Rosso-Ferrari   | 56   | +1:30.671      | 9     |      |
| 15     | 14    | Adrian Sutil       | Force India-Mercedes | 55   | +1 kolo        | 11    |      |
| 16     | 20    | Heikki Kovalainen  | Lotus-Renault        | 55   | +1 kolo        | 19    |      |
| 17     | 17    | Sergio Pérez       | Sauber-Ferrari       | 55   | +1 kolo        | 12    |      |
| 18     | 12    | Pastor Maldonado   | Williams-Cosworth    | 55   | +1 kolo        | 17    |      |
| 19     | 21    | Jarno Trulli       | Lotus-Renault        | 55   | +1 kolo        | 20    |      |
| 20     | 25    | Jérôme d'Ambrosio  | Virgin-Cosworth      | 54   | +2 kola        | 21    |      |
| 21     | 24    | Timo Glock         | Virgin-Cosworth      | 54   | +2 kola        | 22    |      |
| 22     | 23    | Vitantonio Liuzzi  | HRT-Cosworth         | 54   | +2 kola        | 23    |      |
| 23     | 22    | Narain Karthikeyan | HRT-Cosworth         | 54   | +2 kola        | 24    |      |
| Ret    | 19    | Jaime Alguersuari  | Toro Rosso-Ferrari   | 9    | Volant         | 7     |      |

## Průběžné pořadí šampionátu
Pořadí Poháru jezdců
| Pořadí | Jezdec           | Body |
| ------ | ---------------- | ---- |
| 1      | Sebastian Vettel | 68   |
| 2      | Lewis Hamilton   | 47   |
| 3      | Jenson Button    | 38   |
| 4      | Mark Webber      | 37   |
| 5      | Fernando Alonso  | 26   |

Pořadí Poháru konstruktérů
| Pořadí | Tým              | Body |
| ------ | ---------------- | ---- |
| 1      | Red Bull-Renault | 105  |
| 2      | McLaren-Mercedes | 85   |
| 3      | Ferrari          | 50   |
| 4      | Renault          | 32   |
| 5      | Mercedes         | 16   |